# Politibetjent
 Denne artikel omhandler overvejende eller alene danske forhold. Hjælp gerne med at gøre artiklen mere almen.: Der er for få eller ingen kildehenvisninger i denne artikel, hvilket er et problem. Du kan hjælpe ved at angive troværdige kilder til de påstande, som fremføres i artiklen.

En politibetjent er en person, der er uddannet på Politiskolen og er ansat i politiet og har politimyndighed. Formelt set er man politibetjent fra den dag man starter på Politiskolen, men man er ansat som politibetjent på prøve. 
Politibetjente deltager i efterforskning og opklaring af forbrydelser som drab, tyverier og økonomisk bedrageri. I trafikken holder de øje med, at færdselsloven bliver overholdt.
I Danmark udgør dansk politi knap 10.570 betjente, fordelt i 12 politkredse ud over Grønland og Færøerne, der er selvstændige politikredse. Hver politikreds ledes af en politidirektør. Justitsministeren er den øverste leder af politiet og udøver sin beføjelse gennem rigspolitichefen og politidirektørerne.

## Arbejdsområder
Som politibetjent er man med til at opretholde sikkerhed og orden i samfundet. De fleste politibetjente arbejder som en del af et døgnberedskab i det lokale miljø, der kan træde til ved udrykning i forbindelse med tyverier, ulykker, husspektakler, demonstrationer og lignende. De hjælper desuden befolkningen og myndigheder i forbindelse med forsvundne personer, dødfundne, tvangsindlæggelser og fogedsager og tager imod anmeldelser om lovovertrædelser. Alle disse sager kræver undersøgelser, og at der bliver skrevet rapport. Arbejdet som politibetjent kan også bestå af særlige opgaver, hvor man gør tjeneste som færdselsbetjent, hundefører, kriminaltekniker eller livvagt. Men det kræver dog en efteruddannelse til de specifikke arbejdsområder inden for politiet, man vil arbejde som.
De fleste politibetjente er med til at efterforske forbrydelser. Det sker i Efterforskningen, hvor betjentene har til opgave at opklare alvorlige forbrydelser som f.eks. drab, voldtægt, røveri, bedrageri, rocker- og banderelateret kriminalitet og andre lovovertrædelser, der kræver en længerevarende efterforskning. Her benyttes blandt andet ransagning, aflytning, observation og afhøring af vidner og sigtede. Betjentene i Efterforskningen skriver også rapport om resultatet af efterforskningen til anklagemyndigheden og domstole.
Politikredsene har også betjente, der beskæftiger sig med opgaver som kriminalitetsforebyggende arbejde. De tager blandt andet ud og holder foredrag på skoler og i ungdomsklubber og deltager i bekæmpelse af vold, narkokriminalitet og tyveri. Politiet har også nogle mere administrative opgaver, blandt andet udstedelse af våbentilladelser og bevillinger samt administration af hittegods og registrering af køretøjer. Endelig har politiet også opgaver inden for totalforsvaret.
Enkelte erfarne politibetjente er hundeførere. Hunden, oftest en schæferhund, bruges til humanitære opgaver, blandt andet sporing og eftersøgning af personer. Politiet har også narkohunde, som er specialtrænede til at lede efter flere forskellige typer af euforiserende stoffer. Ligeledes er der også nogle betjente der er sprængstofhundefører, hvor de sammen med hunden skal lede efter sprængstoffer, ammunition og våben.

### Specialenheder
Politiets Aktionsstyrke er en specialenhed i efterretningstjenesten, der har til opgave at opretholde et operativt antiterrorberedskab og medvirke til bekæmpelse af terrorisme og grov organiseret kriminalitet ved at sikre politiet forsvarlige løsningsmuligheder i vanskelige indsatsopgaver, hvor den almindelige politiuddannelse og udrustning ikke er tilstrækkelig. Aktionsstyrkens opgaver omfatter blandt andet gidselredning, terrorbekæmpelse, særligt farlige anholdelser, vanskelige indsatsopgaver, særlig person- og vidnebeskyttelse og særlige observationsopgaver.
Politiets Efterretningstjeneste er den landsdækkende sikkerhedstjeneste, der har til opgave at identificere, forebygge og imødegå trusler mod friheden, demokratiet og sikkerheden i det danske samfund, såvel i Danmark som trusler rettet mod danskere og danske interesser i udlandet.

## Uddannelse
Politiuddannelsen blev i 2016 ændret til en 2-årige uddannelse, fra en 3-årig professionsbachelor. Som før veksler uddannelsen mellem skoleophold på Politiskolen og praktik i en politikreds. Uddannelsen er opdelt i 3 semestre, eller PBU-moduler (Politiets Basisuddannelse):
- PBU 1: Skoleophold ca. 11 måneder på Politiskolen
- PBU 2: Praktik ca. 11 måneder i en politikreds
- PBU 3: Skoleophold ca. 6 måneder på Politiskolen med et afsluttende eksamensprojekt.

På PBU 1 undervises der i fag og profession, trafikkultur, magt og autoritet, voldsomme hændelser og ulykker. Derudover følger man også kurser i blandt andet praktisk polititjeneste, skydeteknik, køreteknik og udrykningskørsel, førstehjælp, smitteforebyggelse, fysisk træning, konflikthåndtering, magtanvendelse og politijura (strafferet).
På PBU 3 undervises der i politiidentitet, organisation og etik, politi, individ og samfund. Sideløbende følger man anden del af kurserne i praktisk polititjeneste, skydeteknik, fysisk træning og konflikthåndtering. Ligeledes skal man lære at arbejde selvstændigt med problemstillinger inden for forebyggelse. Arbejdet foregår inden for forskellige temaer som blandt andet udsatte grupper, subkulturer, misbrug, politi og kulturel mangfoldighed, forbrydelse og straf, frihed og overvågning. På PBU 3 følger man også kurser i efterforskning og professionsetik.
PBU 2 foregår som praktik ude i forskellige politikredse, hvor der er mulighed for at arbejde i lokalpolitiet. Politielever arbejder med patruljekørsel, sagsbehandling, trafikkontrol, efterforskning af kriminalitet og forebyggelse. 
Politiets grunduddannelse afsluttes med en eksamen bestående af et projektarbejde med et politirelateret emne, der skal bestås med en tilfredsstillende karakter. Som færdiguddannet politibetjent bliver man tilknyttet en politistation et sted i landet. Der er også mulighed for at arbejde i beredskabet, i efterforskningen eller søge tjeneste i færdselspolitiet eller andre af politiets specialafdelinger.
Efter 5 års anciennitet/ansættelse + 2 år på prøve – i alt 7 år bliver politibetjenten udnævnt til politiassistent, og efter 12 års anciennitet bliver politiassistenten forfremmet til politiassistent af 1. grad. Efter politireformens ikrafttræden i 2007 blev en ny rangfølge for anciennitet vedtaget. En af ændringerne var, at kriminalpolitiet mistede sine selvstændige titelbetegnelser, f.eks kriminalkommisær (KK).

### Efteruddannelse
I beredskabet kan man blive forfremmet til blandt andet politikommissær, vicepolitiinpektør og politiinspektør. I Efterforskningen kan man også blive forfremmet til politikommissær, vicepolitiinspektør og politiinspektør. Stillingen chefpolitiinspektør er betegnelsen for lederen af politisøjlen. 
Til stillinger som rigspolitichefen, politidirektør, politimester, politiassessor, så kræves der forskellige uddannelsesniveauer. For at blive politidirektør, og politimester, så kræves der en simpel politiuddannelse, men for at blive rigspolitichef er der intet umiddelbart uddannelseskrav.
Politiskolen afholder desuden leder- og efteruddannelseskurser for politiets personale. Erfarne politifolk kan tage politiets interne to-årige uddannelse til kriminaltekniker. Kriminalteknikere undersøger drab-, volds- og sædelighedsforbrydelser og samler spor på gerningsstedet.